# デヴィッド・ドブキン
デヴィッド・ドブキン（David Dobkin, 1969年6月23日 - ）は、アメリカ合衆国出身の映画監督、CMディレクター、脚本家、映画プロデューサーである。コメディ作品を主に手がけている。

## 来歴
ワシントンD.C.出身。ニューヨーク大学のTisch School of the Arts in Film & Televisionで学び、ハイネケン、ホンダ、PlayStationなどのテレビCMや、エルトン・ジョンやクーリオ、2パックなどのPVを手がけた。1992年に1本目の映画を製作。2005年のコメディ『ウェディング・クラッシャーズ』がヒットとなった。

## 主な作品
- アイスクリームマン Ice Cream Man (1995) 脚本
- ムーンライト・ドライブ Clay Pigeons (1998) 監督
- シャンハイ・ナイト Shanghai Knights (2003) 監督
- ウェディング・クラッシャーズ Wedding Crashers (2005) 監督
- ブラザーサンタ Fred Claus (2007) 監督・製作
- Mr.ウッドコック -史上最悪の体育教師- Mr. Woodcock (2007) 製作
- チェンジ・アップ/オレはどっちで、アイツもどっち!? The Change-Up (2011) 監督・製作
- ジャックと天空の巨人 Jack the Giant Slayer (2013) 原案・製作
- ジャッジ 裁かれる判事 The Judge (2014) 監督・製作・原案
- キング・アーサー King Arthur: Legend of the Sword (2017) 原案・製作総指揮
- ユーロビジョン歌合戦 〜ファイア・サーガ物語〜 Eurovision Song Contest: The Story of Fire Saga (2020) 監督